# Casa Amèrica Catalunya
Casa Amèrica Catalunya és una fundació catalana creada per a generar, impulsar, difondre i intercanviar coneixements de les realitats culturals, econòmiques i històriques dels diferents països de l'Amèrica Llatina per tal d'enfortir i ampliar les relacions entre la comunitat iberoamericana i Catalunya. Es considera descendent de la Casa de América de Barcelona fundada el 1911 i alhora hereva de l'Institut Català de Cooperació Iberoamericana. La seva seu es troba al carrer Còrsega de Barcelona.

## Activitats
El seu camp d'actuació s'organitza en cinc àrees preferents: audiovisuals, literatura, exposicions, espais de debat i conferències. També gaudeix d'un Centre de Documentació amb biblioteca, videoteca i arxius documentals, i cada curs gestiona 225 beques per a estudiants d'arreu del món convocades per l'Agència Espanyola de Cooperació Internacional (AECI). També destina diners per a ajuts a projectes de col·laboració per al desenvolupament a l'Amèrica Llatina.

## Història
La fundació té el seu origen en les diverses societats americanistes fundades a Barcelona a començaments del segle xx, com la Sociedad Libre de Estudios Americanistas, creada el 1910, la Casa de América de Barcelona, inaugurada a l'abril del 1911, i l'Instituto de Estudios Hispánicos (IEH) fundat en 1948.
La Casa de América de Barcelona, que el 1927 canvià el nom pel d'Instituto de Economía Americana, fou la que va tenir més durada i prestigi, impulsada per Francesc Cambó i Rafael Vehils i Grau. Era associada a la Unión de Asociaciones Internacionales de Bruselas i poc abans d'esclatar la crisi de 1929 va conformar un Superior Patronato de Cámaras y Asociaciones americanes que fins i tot va rebre el suport del President de la Generalitat de Catalunya Francesc Macià. Tanmateix, després de la guerra civil espanyola es va esvair a causa de l'exili dels seus promotors, i la seva importància la va assumir l'Instituto de Estudios Hispánicos de Barcelona (IEHB).
L'Instituto de Estudios Hispánicos de Barcelona (IEHB) fou inaugurat aprofitant les commemoracions del 12 d'octubre de 1949, a instàncies de Manuel Fraga Iribarne, qui aleshores gestionava l'Instituto de Cultura Hispánica a Madrid, entitat que organitzava el premi de poesia Juan Boscán. Aquesta nova entitat era orientada directament pel règim franquista i entre altres activitats que va impulsar estan:
- 1952 - Inauguració del Col·legi Major Hispanoamericà Fray Junípero Serra, que acollia estudiants universitaris llatinoamericans;
- Va desenvolupar cursos d'estiu amb la Universitat de Barcelona;
- Fundació de la Federació d'Estudiants Iberoamericans a Barcelona
- 1960- Impulsa contactes entre empresaris catalans i llatinoamericans mitjançant les Conversaciones Comerciales Iberoamericanas.

El 1968 canvià el seu nom pel d'Instituto Catalán de Cultura Hispánica catalanitzat el 1979 com a Institut Català de Cooperació Iberoamericana. El 1980 la Casa de América de Barcelona es va domiciliar a la seu de l'ICCI.
El 1980 l'ICCI va coordinar la primera exposició itinerant per a Amèrica sobre la realitat de Catalunya, alhora que organitzava la Primera Trobada de Casals Catalans, de tal manera que promocionava la cultura llatinoamericana a Catalunya i alhora mantenia la relació amb els catalans d'Amèrica a través de conferències, jornades de debat, trobades i cicles de cinema. Darrerament també ha gestionat les beques a Catalunya de l'Agència Espanyola de Cooperació Internacional (AECI). El 2005 l'ICCI ha adoptat el nom de Casa Amèrica Catalunya. El 2011 va rebre la Creu de Sant Jordi.